# Departamento San Jerónimo
San Jerónimo es un departamento en la provincia de Santa Fe, Argentina, cuya cabecera es la ciudad de Coronda, donde se encuentra la parroquia San Jerónimo de Estridón, que dio origen al nombre del territorio.
San Jerónimo es uno de los 4 departamentos originales de Santa Fe y ya existía como tal antes de 1883, cuando por ley provincial se estableció una nueva división departamental. Así entonces, de su territorio se desmembraron los departamentos de Iriondo y San Martín.
En el 2010 se ha creado en la jurisdicción de este departamento el parque nacional Islas de Santa Fe.
El departamento limita al norte con los departamentos de Las Colonias y La Capital, al este con la provincia de Entre Ríos al sur con Iriondo y al oeste con el departamento de San Martín.

## Distritos
El departamento comprende un total de 21 distritos, categorizados en 3 municipios de 2.ª categoría:
| San Genaro       | 4.070 |
| San Genaro Norte | 4.661 |

Y 18 comunas:
| Comuna               | Población comuna (2010) | Localidad            | Población localidad (2010) |
| Arocena              | 2.410                   |                      |                            |
| -------------------- | ----------------------- | -------------------- | -------------------------- |
| Arocena              | 2.410                   | Arocena              | 1.608                      |
| Arocena              | 2.410                   | El Pacaá - Comipini  | 12                         |
| Barrancas            | 5.387                   |                      |                            |
| Barrancas            | 5.387                   | Barrancas            | 4.650                      |
| Barrancas            | 5.387                   | Puerto Aragón        | 213                        |
| Bernardo de Irigoyen | 1.768                   | Bernardo de Irigoyen | 1.566                      |
| Campo Piaggio        | 86                      | no posee localidades | no posee localidades       |
| Casalegno            | 270                     | Casalegno            | 158                        |
| Centeno              | 3.116                   | Centeno              | 2.870                      |
| Desvío Arijón        | 2.743                   |                      |                            |
| Desvío Arijón        | 2.743                   | Barrio Caima         | 1.655                      |
| Desvío Arijón        | 2.743                   | Desvío Arijón        | 946                        |
| Díaz                 | 1.886                   | Díaz                 | 1.721                      |
| Gaboto               | 2.987                   | Gaboto               | 2.788                      |
| Gessler              | 1.000                   | Gessler              | 857                        |
| Larrechea            | 563                     | Larrechea            | 487                        |
| Loma Alta            | 311                     | Loma Alta            | 225                        |
| López                | 1.536                   | López                | 1.368                      |
| Maciel               | 5.748                   | Maciel               | 5.634                      |
| Monje                | 2.336                   |                      |                            |
| Monje                | 2.336                   | Balneario Monje      | 391                        |
| Monje                | 2.336                   | Monje                | 1.838                      |
| Pueblo Irigoyen      | 1.022                   | Pueblo Irigoyen      | 950                        |
| San Eugenio          | 241                     | San Eugenio          | 79                         |
| San Fabián           | 927                     | San Fabián           | 820                        |

## Demografía
Según los resultados definitivos del censo de 2022 la población del departamento alcanza los 87.307 habitantes.
La población se encuentra repartida en 43 785 mujeres y 43 522 hombres, con un índice de masculinidad de 99,4 hombres por cada 100 mujeres. 
La edad mediana de la población es de 34 años (35 años entre las mujeres y 33 años entre los hombres).
El 13,2% de la población tiene más de 65 años (frente al 12,8% en 2010), y el 3,0% de la población tiene más de 80 años (implicando un retroceso frente al 3,4% en 2010)
De las personas residentes en el departamento, unas 9 506 (10,9% del total departamental) nacieron en otra provincia, y unas  476 (0,5% del total departamental) lo hicieron fuera del país, siendo los grupos de inmigrantes más numerosos los provenientes de:
- Bolivia: 76 personas
- Uruguay: 40 personas
- Colombia: 33 personas
- Paraguay: 32 personas
- Brasil: 22 personas

Según el Censo Nacional de Población, Hogares y Viviendas 2010, para esa fecha tenía un total de 80.840 habitantes incluyendo:
- 60.607 de población urbana (localidades de 2000 o más habitantes),
- 14.894 de población rural agrupada (hasta 2000 habitantes) y
- 5.339 de población rural dispersa.